# Пратапгарх (округ, Уттар-Прадеш)
Пратапгарх (англ. Pratapgarh) — округ в индийском штате Уттар-Прадеш. Административный центр — город Пратапгарх. Площадь округа — 3717 км². По данным всеиндийской переписи 2001 года население округа составляло 2 731 174 человека. Уровень грамотности взрослого населения составлял 57,60 %, что немного ниже среднеиндийского уровня (59,5 %).